# Холлоши, Шимон
Шимо́н Хо́ллоши (венг. Hollósy Simon; 2 февраля 1857, Сигет, ныне Румыния — 8 мая 1918, Тячев, ныне Украина) — венгерский художник армянского происхождения.
Родился в армянской семье. Учился живописи в Будапеште у Берталана Секея, затем много гастролировал, преподавал в разных городах и странах. В летний период обычно работал вместе с учениками в окрестностях города Надьбанья, оставив ряд сельских сцен и пейзажей.

## Биография
Учился в Училище натурного рисунка в Будапеште (1875—1876) и в Академии изобразительных искусств (1878—1882). С 1886 руководил собственной художественной школой-студией в Мюнхене, которая привлекала многих художников, ищущих новые пути в искусстве. С 1896 Холлоши и его ученики на летний период выезжали в трансильванский городок Надьбанью (ныне Бая-Маре, Румыния). В 1902, разойдясь во взглядах с соратниками, мастер покинул Надьбанью, продолжив творческую и педагогическую деятельность с 1904 в Тячеве, в Закарпатской Украине.
Неудовлетворенность системой обучения в мюнхенской Академии художеств вынудили Холлоши заняться педагогической деятельностью. Он стремится к непосредственности и искренности в передаче событий народной жизни, ищет общественно значимые сюжеты. И, самое главное, считает, что венгерское искусство может стать истинно национальным только на родной почве, «под венгерским небом, в общении с возрождающимся народом». Этими убеждениями продиктовано решение уехать в Надьбанью (позднее в Тячев) — живописные местечки, входившие тогда в состав Венгрии. Вместе с группой соотечественников-единомышленников и учеников, среди которых были художники разных национальностей, он изучает тамошнюю природу, пишет пленэрные пейзажи, изображает реальных людей, а не стандартных мюнхенских натурщиков.

## Творчество
Творчество Холлоши развивалось поначалу в русле традиционной жанровой живописи. Для его картин 1880-х характерна занимательность сюжета, сдобренного ноткой юмора. Обычно это сценки из крестьянской жизни (Доброе винцо, 1884; Лущение кукурузы, 1885; Веселое общество, 1888, все — Будапешт, Венгерская нац. галерея). Однако стремление к чистоте и светоносности колорита, отказ от темных «музейных» тонов отличали уже и здесь живопись мастера от обычной продукции мюнхенских жанристов того времени.
С кон. XIX в. до самых последних своих дней Холлоши был занят работой над картиной «Марш Ракоци». Он хотел создать собирательный образ венгерского народа, объединенного знаменем национально-освободительной борьбы. Осталось множество этюдов и эскизов к этой так и не завершенной картине, отличающихся острой характерностью и выразительностью.

## Вклад в методику преподавания искусства
В историю искусства конца XIX — начала XX в. Холлоши вошел не только как живописец, но и в еще большей степени как педагог. У него учились не только крупные венгерские художники, но и мастера из Германии, Польши, России, среди них — О. Глац, М. В. Добужинский, З. И. Гржебин, А. Августинович, В. А. Фаворский, К. С. Петров-Водкин, Э. А. Штейнберг, В. Д. Баранов (Россинэ), Е. М. Бебутова, К. Н. Истомин, А. И. Кравченко (недолго), К. А. Коровин, Н. Б. Розенфельд. В отличие от Антона Ашбе, руководителя другой знаменитой частной мюнхенской школы-студии, Холлоши учил более рациональному, умозрительному подходу к анализу формы, прежде всего в рисунке головы и фигуры человека с натуры.
Владимир Фаворский вначале хотел пойти в школу более знаменитого Ашбе, но тот в 1905 г. скончался, и тогда Фаворский записался к Холлоши. Впоследствии выдающийся художник и теоретик искусства вспоминал: «Когда я начал рисовать у Холлоши, он стал довольно резко критиковать меня, указывая, что я занимаюсь перечислением пятен, что мои рисунки не цельны, нет общего, и детали не входят в целое. Поэтому он требовал от нас прежде всего наброска, в котором были бы схвачены основные моменты движения, отношения масс… Главным моментом, на котором останавливалось наше внимание, это была цельность. Цельное видение натуры… пространственная выразительность». Рисовали в основном голову и обнаженную фигуру. «Единственной пластической темой,— вспоминал далее Фаворский,— был человек, его форма, всегда в простых позах и строгих постановках. Прежде всего, обращалось внимание на цельность восприятия и на цельность изображения». Сохранились рисунки Фаворского тех лет, внешне некрасивые, они привлекают внутренним напряжением, пространственной идеей. Рисунки сделаны с определенной целью, по словам автора, форма в них «предметна и типична, пространственно содержательна и ритмически цельна».